# Orduspor
Maillots
Orduspor Kulübü est un club turc de football basé à Ordu.

## Historique
- 1967 : fondation du club
- 1979 : première participation à une Coupe d'Europe (C3, saison 1979-1980)

## Parcours
- Championnat de Turquie : 1975-1981, 1983-1986, 2011-2013
- Championnat de Turquie D2 : 1967-1975, 1981-1983, 1986-1996, 1997-2000, 2005-2011, 2013-2015
- Championnat de Turquie D3 : 1996-1997, 2000-2001, 2002-2005, 2015-2016
- Championnat de Turquie D4 : 2001-2002, 2016-

## Joueurs emblématiques
- Emmanuel Culio
- Jean-Jacques Gosso
- Bogdan Stancu
- Atila Turan